# Pritchardia (Arecaceae)
Pritchardia är ett släkte av enhjärtbladiga växter. Pritchardia ingår i familjen Arecaceae.

## Arter
Arter i alfabetisk ordning enligt Catalogue of Life:
- Pritchardia arecina
- Pritchardia bakeri
- Pritchardia beccariana
- Pritchardia flynnii
- Pritchardia forbesiana
- Pritchardia glabrata
- Pritchardia gordonii
- Pritchardia hardyi
- Pritchardia hillebrandii
- Pritchardia kaalae
- Pritchardia kahukuensis
- Pritchardia lanigera
- Pritchardia lowreyana
- Pritchardia maideniana
- Pritchardia martii
- Pritchardia minor
- Pritchardia mitiaroana
- Pritchardia munroi
- Pritchardia napaliensis
- Pritchardia pacifica
- Pritchardia perlmanii
- Pritchardia remota
- Pritchardia schattaueri
- Pritchardia thurstonii
- Pritchardia viscosa
- Pritchardia vuylstekeana
- Pritchardia waialealeana
- Pritchardia woodii